# Russell Jones (Eishockeyspieler)
Russell Anderson Jones (* 1. September 1926 in Carlton, Victoria; † 1. Oktober 2012 in Melbourne) war ein australischer Eishockeyspieler. 

## Karriere
Russell Jones nahm für die australische Nationalmannschaft an den Olympischen Winterspielen 1960 in Squaw Valley teil. Mit seinem Team belegte er den neunten und somit letzten Platz. Er selbst kam im Turnierverlauf in allen sechs Spielen zum Einsatz und erzielte dabei zwei Tore und drei Vorlagen. Zudem trat er für Australien bei der B-Weltmeisterschaft 1962 an. Auf Vereinsebene spielte er für den Pirates Ice Hockey Club in Melbourne.